# Jackson County, Alabama
Jackson County är ett administrativt område i delstaten Alabama, USA. År 2010 hade countyt 53 227 invånare. Den administrativa huvudorten (county seat) är Scottsboro. 
Countyt grundades 1918 och har fått sitt namn efter general Andrew Jackson som var USA:s sjunde president 1829-1837 som hade besegrat britterna i slaget vid New Orleans den 8 januari 1815. 
Russell Cave nationalmonument ligger i countyt. 

## Geografi
Enligt United States Census Bureau har countyt en total area på 2 918 km². 2 794 km² av den arean är land och 124 km² är vatten.

### Angränsande countyn
- Marion County, Tennessee - nordöst
- Dade County, Georgia - öst
- DeKalb County, Alabama - sydöst
- Marshall County, Alabama - sydväst
- Madison County, Alabama - väst
- Franklin County, Tennessee - nordväst